# Władysław Cierpicki
Władysław Cierpicki (ur. 23 sierpnia 1886 w Zaczepicach, zm. ?) – major piechoty Wojska Polskiego.

## Życiorys
Urodził się we wsi Zaczepice, w gminie Bielica powiatu lidzkiego, w rodzinie Mikołaja.
Do Wojska Polskiego został przyjęty z byłych Korpusów Wschodnich i byłej armii rosyjskiej. 1 czerwca 1921, w stopniu kapitana, pełnił służbę w 6 Pułku Piechoty Legionów. 3 maja 1922 został zweryfikowany w stopniu majora ze starszeństwem z 1 czerwca 1919 i 255. lokatą w korpusie oficerów piechoty. W lipcu tego roku został przeniesiony do 10 Pułku Piechoty w Łowiczu na stanowisko dowódcy batalionu sztabowego. W 1924, po likwidacji batalionu sztabowego, został wyznaczony na stanowisko kwatermistrza. W lipcu 1925 został przesunięty na stanowisko dowódcy II batalionu. W czerwcu 1927 został przeniesiony do 24 Pułku Piechoty w Łucku na stanowisko kwatermistrza, a w kwietniu 1928 został przesunięty na stanowisko dowódcy I batalionu. W marcu 1929 został zwolniony z zajmowanego stanowiska i oddany do dyspozycji dowódcy Okręgu Korpusu Nr II, a z dniem 31 sierpnia tego roku przeniesiony w stan spoczynku.
W 1934, jako oficer stanu spoczynku pozostawał w ewidencji Powiatowej Komendy Uzupełnień Wilno Miasto. Posiadał przydział do Oficerskiej Kadry Okręgowej Nr III. Był wówczas „przewidziany do użycia w czasie wojny”.

## Ordery i odznaczenia
- Krzyż Walecznych (trzykrotnie)[13][14]